# The Quakes
The Quakes est un groupe de psychobilly américain.

## Biographie

### Années 1980
Le groupe se forme en 1986 à Buffalo, dans l'État de New York, et un plus tard, décide de partir s'installer dans un squat à Londres, alors capitale mondiale du psychobilly et du rockabilly. leur premier album, dont la pochette reprend l'iconographie du premier album des Stray Cats, sort en 1988 sur Nervous Records, et obtient un certain succès auprès de la scène psychobilly. Pourtant The Quakes se sépare peu après à cause d'une tournée annulée et les membres retournent aux États-Unis sauf Paul Roman qui s'essaie à un projet solo infructueux. Roman décide alors lui aussi de rentrer aux États-Unis, mais pour reformer The Quakes avec de nouveaux musiciens fin 1989. 

### Années 1990 et 2000
Le groupe tourne essentiellement en Europe et au Japon où ils se font repérer par la filiale japonaise de Sony Music, qui leur propose de sortir leur quatrième album en 1993.
Après la sortie d'un cinquième album qui peine à trouver un label, The Quakes met sa carrière entre parenthèses, ne faisant que de rares apparitions dans des festivals en Europe.
En 2001, The Quakes reprennent du service avec la sortie de Last of the Human Being sur leur propre label Orrexx Records. Renouant avec leur style musical du début ils obtiennent enfin un succès auprès du public américain lors de leurs tournées successives. En février 2004, Paul Roman emménage à Helsinki, en Finlande. Il fera quelques concerts solo sous le nom de The Paul Roman 3. En octobre 2004, the Quakes joue au Wreckers' Ball 2 de Pomona, en Californie. Roman revient en Finlande en novembre.
En avril 2005, les Quakes tournent en France, Belgique, et en Allemagne. En juin 2005, The Quakes tourne dans Sud-Ouest des États-Unis puis au Japon en septembre 2005. En décembre 2005, The Quakes publient l'album Psyops au label Orrexx Records. Rob Peltier quitte le groupe et est remplacé en 2007 par Kenny Hill à la basse.

### Années 2010
En 2010, ils effectuent la tournée Negative Charge en Europe, avec 21 dates, entre octobre et novembre. En 2012, ils sortent leur huitième album Planet Obscure,,. En 2014, Live by the Sword sort l'album live.

## Discographie
- 1988 : The Quakes (Nervous Records)
- 1990 : Voice Of America (Nervous Records)
- 1993 : New Generation (Vinyl Frontier)
- 1996 : Quiff Rock (Tombdisc)
- 2001 : Last Of The Human Being (Orrexx Records)
- 2005 : Psyops (Orrexx Records)
- 2009 : Negative Charge (Orrexx Records)
- 2012 : Planet Obscure (Crazy Love Records)
- 2014 : Live by the Sword (album live)